# Wild Bill Davis
Wild Bill Davis (født William Strethen Davis, 24. november 1918 i Glasgow, Missouri, død 17. august 1995 i Moorestown, New Jersey) var en amerikansk jazzpianist og -organist.
Wild Bill Davis var en af pionererne inden for indspilning af jazzmusik med el-orgel og som medlem af Tympany Five, der var Louis Jordans backinggruppe. Han spillede el-orgel allerede i 1930'erne, og indtil Jimmy Smith kom frem på dette instrument i 1956, var Davis den store trendsetter på el-orglet.
I 1960'erne havde han sin egen gruppe, men fandt også tid til at spille med vennen Johnny Hodges, hvilket førte til, at han kom på turné med Duke Ellington i 1969-71